# Francisco José Debali
Francisco José Debali (Debály Ferenc József) (26 juillet 1791 -  13 janvier 1859), né à Kajántó, (Transylvanie) dans l’empire d’Autriche-Hongrie, est un compositeur hongrois émigré en Uruguay en 1838. Il a composé la musique de l'hymne national de l'Uruguay.

## Biographie
Jusqu’en 1820, Debali est musicien dans l’armée autrichienne, il joue du hautbois, puis il étudie à Leipzig et à Vienne. En 1829, il émigre à Alexandrie (alors partie du royaume de Sardaigne) pour poursuivre sa carrière musicale. Il obtient le titre de maître des fanfares militaires du Piémont, avant de devenir chef d’orchestre dans l’armée du royaume de Sardaigne. Il épouse Magdalena Bagnasco, originaire de Gênes et  en 1838, avide d’aventure , il part avec sa famille vers le Brésil et s’établit finalement à Montevideo où sa formation classique lui vaut un poste  dans l’orchestre  du Théâtre  de  Sala de Comedias (1841 - 1848).
Pendant la grande guerre, il est engagé volontaire au côté des forces de résistance, parmi lesquelles la légion italienne de Garibaldi , contre les troupes argentines; il devient chef de l’orchestre du camp et compose des musiques (préludes et variations) pour célébrer les victoires notamment celle de Cagancha. 
En 1846, il compose la musique de l’hymne national uruguayen sur des paroles du poète Francisco Acuña de Figueroa. La composition est présentée au concours par Fernando Quijano,  à qui la paternité de l'œuvre fut attribuée, par malentendu, pendant un temps.
Comme l’hymne national du Paraguay, indique officiellement que les paroles ont été rédigées par le poète Francisco Acuña de Figueroa avec lequel Debali avait travaillé sur l’hymne national d’Uruguay, il reste possible qu’il ait également composé la mélodie de cet hymne,,.
Après la mort de Francisco José Debali à Montevideo en 1859, une rue a été nommée en son honneur.